# يانا كودريافتسيفا
يانا الكسيفنا كودريافتسيفا (الروسية: Yana Alekseevna Kudryavtseva ؛ من مواليد 30 سبتمبر 1997) هي لاعبة جمباز إيقاعية روسية، حائزة على الميدالية الفضية في الألعاب الأولمبية الصيفية 2016، وبطلة العالم ثلاث مرات في كل مكان (2013-2015) ، وبطولة الألعاب الأوروبية الشاملة لعام 2015 ، وبطولة شاملة مرتين (2014 ، 2016) بطولة أوروبا الشاملة ، بطل الكرة الأوروبية لعام 2012. على المستوى الوطني ، كانت بطلة روسية وطنية شاملة مرتين (2015 ، 2014) وبطلة روسية وطنية شاملة للناشئين ثلاث مرات.

## نشأتها
كان والد يانا ، أليكسي كودريافتسيف ، سباحًا متميزًا وفاز بالميدالية الذهبية الأولمبية في أولمبياد برشلونة 1992 في 4 × 200 متر حرة. وصفتها والدتها ، فيكتوريا خاريتونوفا ، بأنها "ملاك بأجنحة حديدية" ، تشبه راقصة الباليه في صندوق المجوهرات عندما تقدم أداءً لا يزال يتمتع بدستور غير قابل للكسر وإرادة قوية. يانا لديها أخت صغيرة تدعى آنا.

## روابط خارجية
- Yana Kudryavsteva في الاتحاد الدولي للجمباز

- Yana Kudryavtseva Profile باللغة الروسية
- Rhythmic Gymnastics Results
- يانا كودريافتسيفا على إنستغرام